# Església vella de Sant Bartomeu del Grau
L'església vella de Sant Bartomeu del Grau és l'antiga església parroquial de Sant Bartomeu del Grau (Osona) protegida com a bé cultural d'interès local.

## Descripció
Les poques restes que es conserven de l'antiga església de Sant Bartomeu del Grau estan situades a l'esquerra del camí que actualment porta al cementiri municipal del poble de Sant Bartomeu, i es conserven en molt mal estat. Sols es conserva una part del mur, de construcció romànica, quasi totalment cobert de bardisses. Aquest mur, d'aproximadament 4 metres d'alçada, és de pedra tallada de manera irregular amb nombrosos afegits de teules de fàbrica i morter.

## Història
L'església, amb funcions parroquials des de molt aviat, és documentada des de l'any 990. A finals del segle x, abans de ser cedida vers el 993 pel bisbe de Vic, Fruià, al sacerdot Bonfill, canonge de la seu vigatana i de la família dels senyors del castell de Gurb, ja devia tenir funcions parroquials, si bé no s'esmenten fins al 1055 de manera genèrica (l'any 1080). A partir d'aquesta donació es generaria un llarg conflicte entre els bisbes de Vic i els senyors de Gurb. L'any 1335 el bisbe Oliva feia una concòrdia amb Bernat Sendred de Gurb, senyor del castell, en la qual li cedia el domini de les quatre esglésies durant la vida del fill, que havia de ser clergue. Aquest pacte no s'arribaria a complir, fet que generaria la represa del conflicte fins que Ramon Berenguer II aconseguí que el bisbe de Vic, Berenguer Sunifred de Lluçà, i Guillem Bernat de Queralt i el seu fill signessin una concòrdia per la qual el bisbe cedia durant les seves vides tres de les quatre esglésies del castell de Gurb, entre les quals hi havia la de Sant Bartomeu del Grau. A la mort dels personatges es devia renovar el conveni, tot i que només amb els delmes de les parròquies de Sant Andreu de Gurb i de Sant Bartomeu del Grau, i el 1165 es feia un de nou amb Sança d'Anglesola, només amb la meitat del delme d'ambdues parròquies; a la mort de Sança es devien incorporar definitivament als dominis dels bisbes vigatans.
L'església sofrí l'afegit d'unes capelles laterals i subsistí fins a 1780, any en què es construiria la nova església parroquial ubicada al poble actual. Des del segle xvii el nucli de població ja no se situava a l'entorn de la parròquia, sinó una mica més allunyat, amb la qual cosa segurament es degué haver de traslladar el culte al centre del nou poblament. Es començà a construir l'actual temple parroquial i l'any 1787 s'abandona definitivament. La rectoria seguí sent habitada per masovers fins ben entrat el segle xix, que el lloc queda completament deshabitat.